# موریس گولدهابر
موریس گولدهابر (آلمانی: Maurice Goldhaber؛ زاده ۱۸ آوریل ۱۹۱۱ – درگذشته ۱۱ مهٔ ۲۰۱۱) یک فیزیک‌دان اهل ایالات متحده آمریکا بود.